# The Emperor's New School
The Emperor's New School ou A Nova Escola do Imperador é uma série animada de televisão produzida e exibida pelo Disney Channel, é uma continuação do filme Pacha e o Imperador. Estão presentes os quatro personagens principais do filme: Kuzco, Pacha, Yzma, e Kronk. Na série, Kuzco, o herdeiro do trono imperial, precisa de passar em todas as disciplinas da escola do império, a Academia Kuzco, para que possa se tornar imperador.

## Geral
A série passa-se após Pacha e o Imperador  Isto é comprovado pelo conhecimento dos eventos do filme, que são mostrados ao longo dos episódios.
A posição da mostra com relação A Nova Onda do Kronk está mais menos desobstruída. Na série, Kronk ainda está trabalhando para Yzma e é solteiro, mas em A Nova Onda do Kronk aposenta-se como o comparsa de Yzma e começa casado durante os créditos de encerramento. No começo de A Nova Onda de Kronk, Yzma é retratada com a cauda de um gato, reivindicando um efeito colateral de sua transformação em um gatinho no final de A Nova Onda do Imperador. Entretanto, não tem uma cauda na série. Mas é revelado provavelmente em um episódio onde o pai de Kronk aparece. Mostrando desta forma, que se tratam de universos alternativos.

## Desenvolvimento
Na série, Kuzco mora com a família de Pacha, tendo que enfrentar as dificuldades típicas pela qual todos adolescentes passam, enquanto, mesmo tempo que se preparar para ser um governante justo e competente. Kuzco tem que escapar das armadilhas de Yzma do seu braço direito, Kronk, pois Yzma é a herdeira do trono, caso Kuzco não complete a escola e por isso ela faz de tudo para que isso aconteça. A melhor amiga e paixão de Kuzco é a Malina, que procura mantê-lo afastado dos problemas para que ele consiga atingir seus objetivos, mostrando-se também presente caso necessário.

## Elenco

### Vozes originais
- J.P.Manoux na voz de Kuzco Andrinas
- Patrick Warburton na voz de Kronk
- Eartha Kitt na voz de Yzma
- Jessica DiCicco na voz de Malina
- John Goodman na voz de Pacha
- Wendie Malick na voz de Chicha
- Shane Baumel na voz de Tipo
- Jessie Flower na voz de Chaca
- Curtis Armstrong na voz de Sr. Moleguaco

### Vozes especiais
- Gabriel Iglesias na voz de Guaca
- Miley Cyrus na voz de Yata
- Bob Bergen na voz de Bucky
- Jeff Bennett na voz de Conselheiro Purutu
- Tara Strong na voz de Jazz
- Grey DeLisle na voz de Moxy
- Cole Sprouse na voz de Zim
- Dylan Sprouse na voz de Zam
- Candi Milo na voz de Treinadora Sweetie
- Noah Cyrus na voz de Várias
- David Ogden Stiers na voz de Kavo
- Frank Welker na voz de Vários
- Ricky Ullman na voz de Ramom Sanchez
- Brenda Song na voz de Katie